# Parrott
Parrott és una població dels Estats Units a l'estat de Geòrgia. Segons el cens del 2000 tenia 156 habitants.

## Demografia
Segons el cens del 2000, Parrott tenia 156 habitants, 68 habitatges, i 41 famílies. La densitat de població era de 77,2 habitants/km².
Dels 68 habitatges en un 23,5% hi vivien nens de menys de 18 anys, en un 47,1% hi vivien parelles casades, en un 13,2% dones solteres, i en un 39,7% no eren unitats familiars. En el 32,4% dels habitatges hi vivien persones soles el 20,6% de les quals corresponia a persones de 65 anys o més que vivien soles. El nombre mitjà de persones vivint en cada habitatge era de 2,29 i el nombre mitjà de persones que vivien en cada família era de 2,95.
Per edats la població es repartia de la següent manera: un 17,9% tenia menys de 18 anys, un 5,8% entre 18 i 24, un 19,9% entre 25 i 44, un 32,7% de 45 a 60 i un 23,7% 65 anys o més.
L'edat mediana era de 52 anys. Per cada 100 dones de 18 o més anys hi havia 82,9 homes.
La renda mediana per habitatge era de 24.167 $ i la renda mediana per família de 28.750 $. Els homes tenien una renda mediana de 18.750 $ mentre que les dones 16.250 $. La renda per capita de la població era de 16.170 $. Entorn del 19% de les famílies i el 13,9% de la població estaven per davall del llindar de pobresa.

## Poblacions properes
El següent diagrama mostra les poblacions més properes.